# St. Moritz (Augsburg)

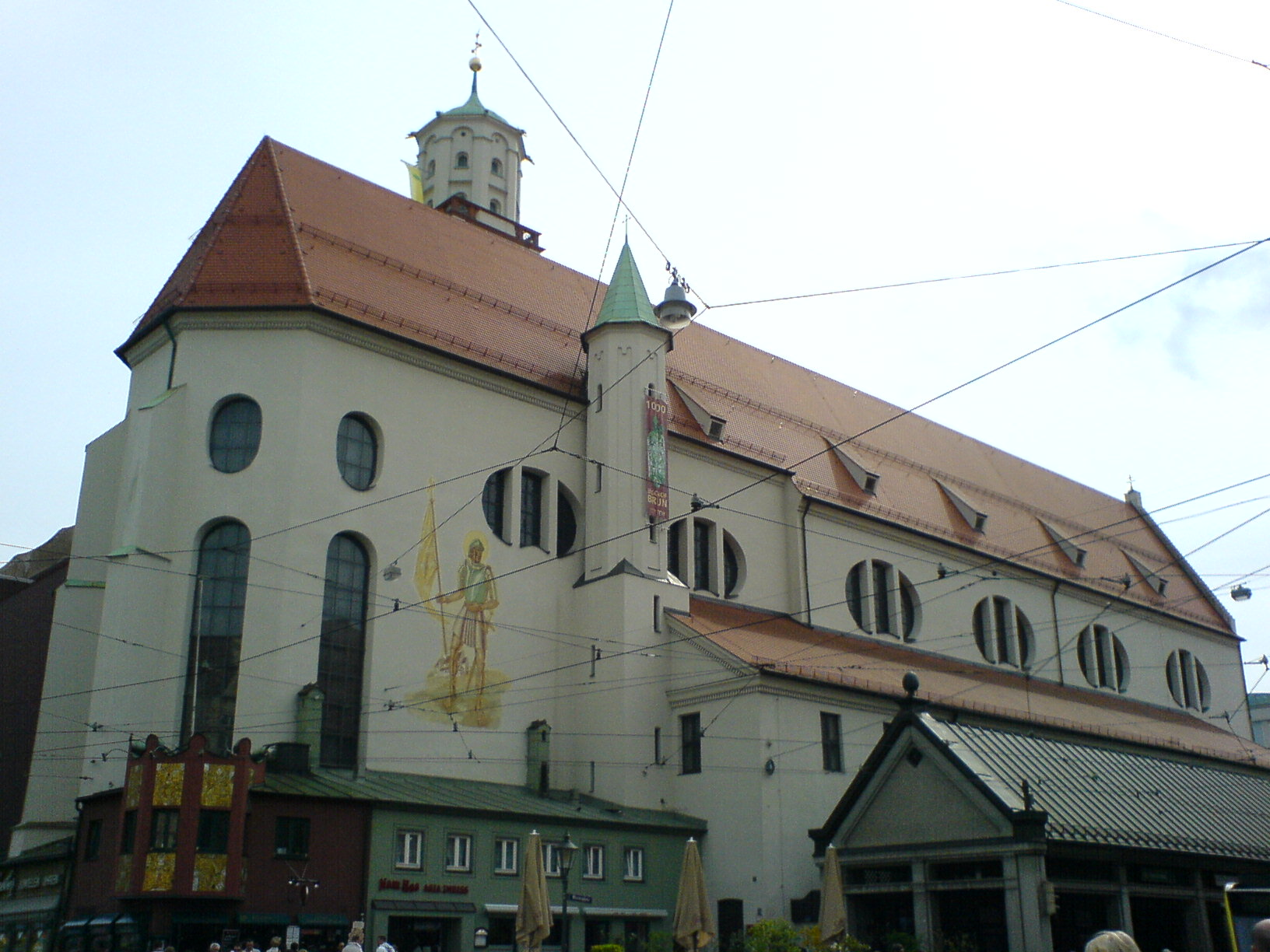
St. Moritz vom Merkurbrunnen aus

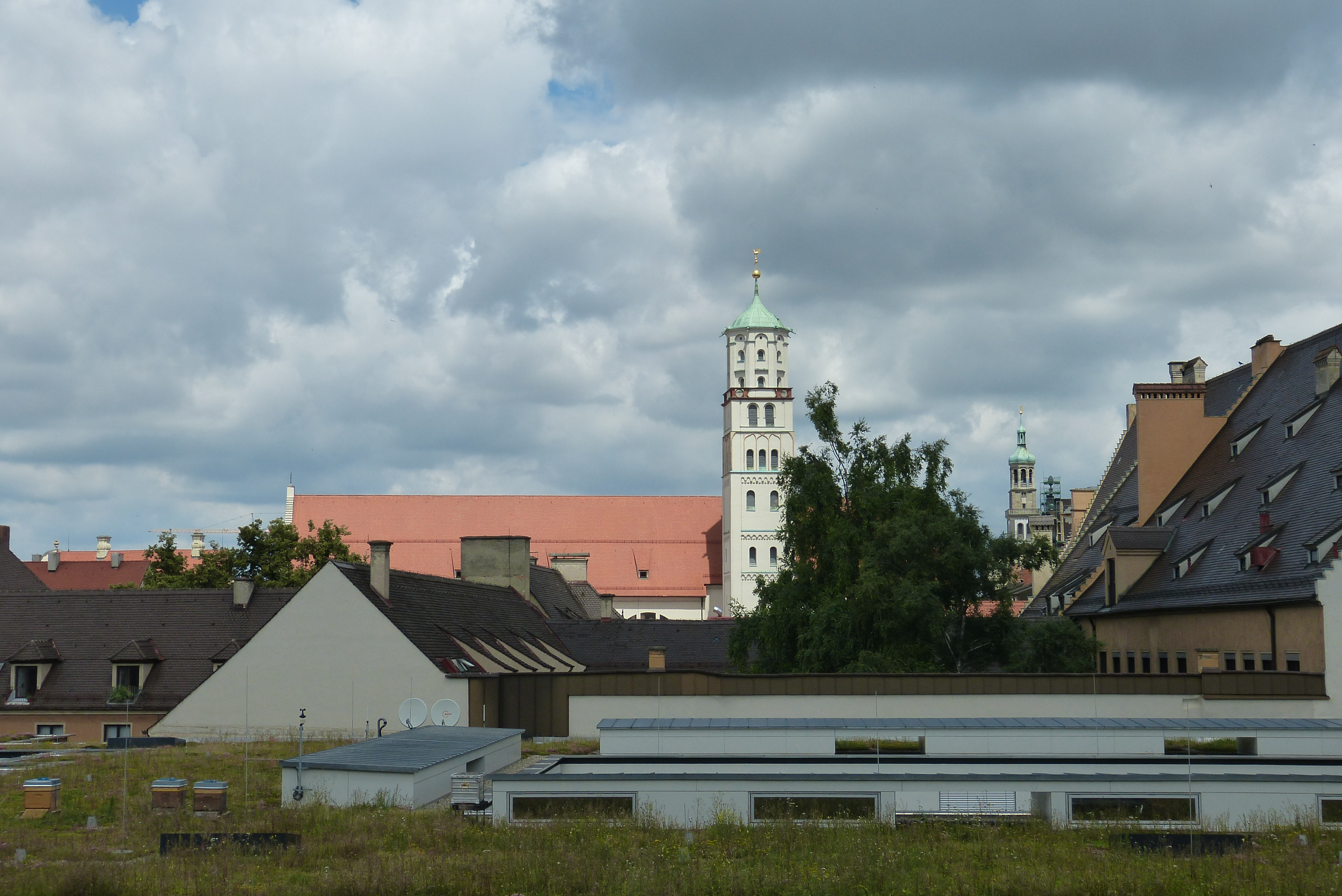
St. Moritz vom Schaezlerpalais aus

St. Moritz in Augsburg ist eine römisch-katholische Pfarrkirche und ehemalige Stiftskirche des infolge der Säkularisation aufgelösten Kollegiatstiftes St. Moritz. Ursprünglich als Grablege zum Gedenken an Bischof Bruno, dem Bruder Kaiser Heinrichs II. des Heiligem errichtet und im Laufe der Jahrhunderte mehrfach erweitert und umgestaltet, wurde sie nach der Zerstörung im Zweiten Weltkrieg von 1946 bis 1950 in vereinfachter Form wiederaufgebaut. Als Baudenkmal ist sie geschützt.

## Geschichte

### Frühe Geschichte

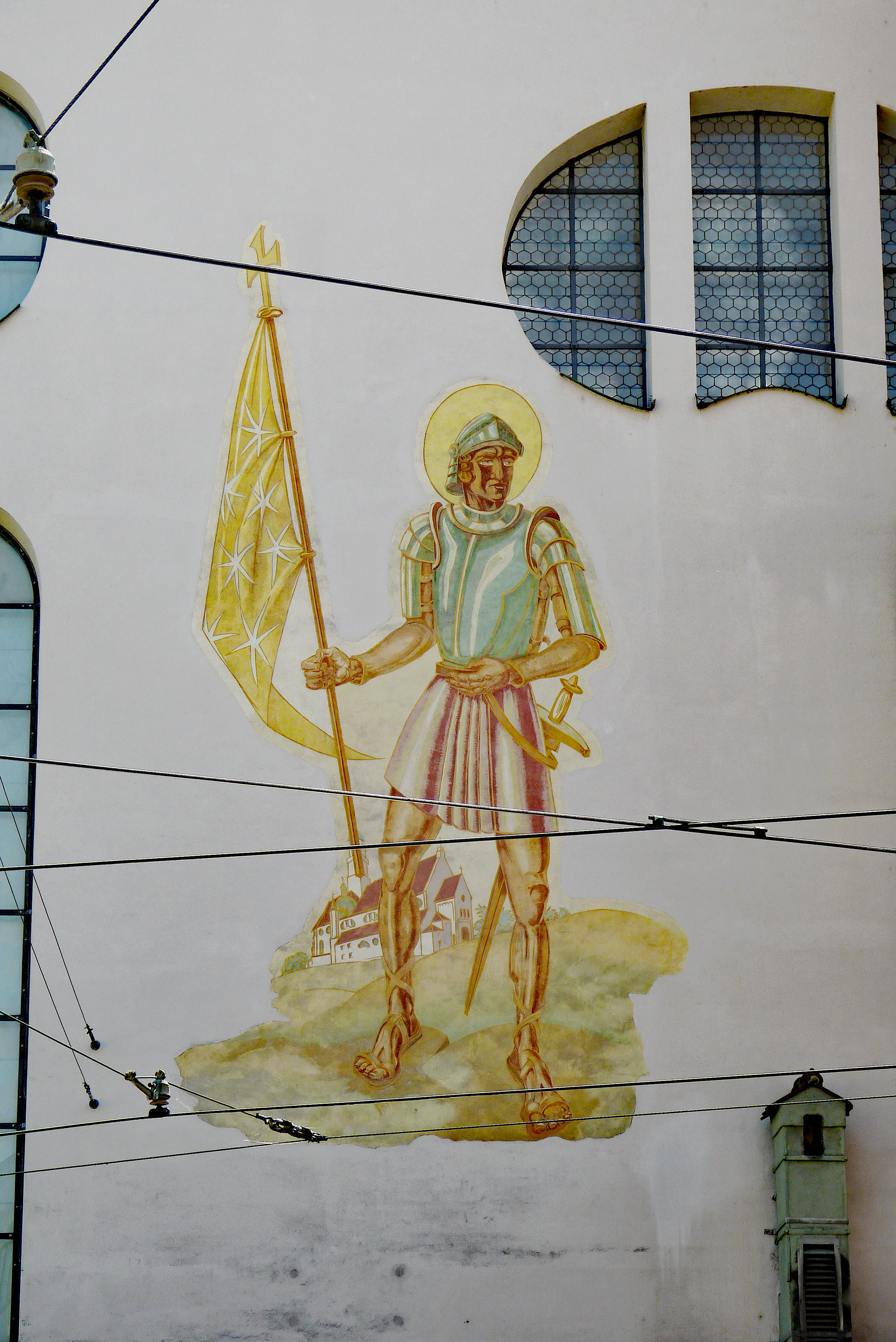
Mauritiusfresko an der nördlichen Außenfassade

Im Jahre 1019 gründete der Augsburger Bischof Bruno (1006–1029), ein bayerischer Herzogssohn, an der Maximilianstraße ein Kollegiatstift zu Ehren des Ritterpatrons St. Moritz. Es war die vierte geistliche Gemeinschaft in Augsburg nach dem Dom, der Basilika St. Ulrich und Afra und St. Stephan. Die Kirche St. Moritz wurde als Grablege und zum Gedenken Bischof Brunos errichtet. Sie befand sich damals noch außerhalb der Stadt auf halber Höhe zwischen Dom und St. Ulrich und Afra.
Nach einem Brand 1084 und einem teilweisen Einsturz 1299 wurde die Kirche 1314 etwas größer wieder aufgebaut. Die Mauern dieses Baus bilden immer noch die Außenmauern der heutigen Kirche. 1440 wurde das Langhaus erhöht und die Kirche in gotischem Stil ausgebaut. Die Bürgerschaft spendete 1442 den neuen Ostchor, der ein Jahr später geweiht wurde. 1494 wurde durch Burkhart Engelberg der freistehende Glockenturm erhöht. Das erste neue Geschoss erhielt dabei Blendmaßwerk aus Formziegeln. 
Auf den quadratischen Turm kam 1533/1534 der zweigeschossige achteckige Aufsatz mit der Kuppelhaube. Gleichzeitig wurde der quadratische Mauerabschluss mit einer Balustrade aus Terrakottaelementen versehen. Aufsatz und Balustrade zählen zu den ältesten architektonischen Zeugnissen der Renaissance in Augsburg. 1510 erwarb Jakob Fugger der Reiche das Präsentationsrecht, d. h. Papst Julius II. genehmigte ihm, dass eine der Stiftsherren-Stellen in eine Prädikatur-Stiftung umgewandelt wurde. Diese Predigerstelle wurde dann von Jakob Fugger und seinen Nachfahren besetzt und finanziert. Dieses Recht besteht bis heute. Seitdem übte die Familie Fugger immer wieder ein besonderes Mäzenatentum über Stift und Kirche aus.
Während der Reformation waren die Stiftsherren für einige Jahre in Landsberg am Lech. In dieser Zeit wurde vermutlich der Westchor der Kirche, der in den heutigen Moritzplatz hineinragte, abgerissen. Es ist zu vermuten, dass sich in diesem Chor auch das Stiftergrab des Bischofs Bruno befand. Während der Gegenreformation wurde die Kirche mit Hilfe Herzog Albrechts V. wieder hergestellt. Der Herzog stiftete wohl auch ein neues Epitaph für seinen Ahnen, das im vorderen Teil des Ostchores einen Platz fand. Dieses einzige Zeugnis für die Begräbnisstätte des Stifters ist seit Ende des Zweiten Weltkrieges verschollen. Anfang des 16. Jahrhunderts dürfte auch das Fresko des Kirchenpatrons an der nördlichen Außenfassade entstanden sein.

### Barockisierung und Säkularisation
1714/1715 ließen die Stiftsherren die gesamte Kirche von dem berühmten Füssener Baumeister Johann Jakob Herkomer im Stil des Barock umgestalten. Äußerlich konnte diese Umgestaltung vor allem an einer Vollkuppel mit Laterne über dem ersten Joch des Chores bemerkt werden. Im Inneren entstand der großartigste Barockbau Augsburgs. Die Deckenfresken schuf der Tiroler Maler Melchior Steidl. Mit der Gestaltung vier neuer Altäre, beauftragte man wohl Dominikus Zimmermann. Im Zuge der Umgestaltungsmaßnahmen gelangte ein älterer ausgemusterter Chor- oder Seitenaltar von 1680/1700 an die dem Stift inkorporierte Pfarrkirche St. Georg in Memmenhausen, wo er bis heute erhalten blieb.
Das Kollegiatstift, dem im Laufe seiner Geschichte immer wieder berühmte Pröpste aus europäischen Adelshäusern und dem Augsburger Patriziat vorstanden, wurde in der Säkularisation 1803 aufgehoben. Bei seiner Auflösung bestand der Konvent aus 20 Mitgliedern, davon 10 Kanonikern, 8 Vikariern sowie 2 Chorprovisoren. Fortan war St. Moritz nur noch Pfarrkirche. 1901/02 fand eine Restaurierung des Innenraumes statt. 1908 erhielt das nördliche Seitenschiff ein neubarockes Eingangsportal.

### Zerstörung und Wiederaufbau
In der Bombennacht vom 24. zum 25. Februar 1944 brannte die Kirche aus. Das Feuer vernichtete die Hauptschiffdecke mit der Chorkuppel und fast die gesamte Innenausstattung, darunter den Hochaltar, die Seitenaltäre, die Kanzel, die Kirchenbestuhlung und die Orgel. Nur einige Skulpturen waren vorher nach Schloss Kirchheim in Sicherheit gebracht worden. Der Turm blieb unversehrt. Durch das Fehlen eines Notdaches waren die restlichen Stuckaturen Witterungseinflüssen ausgesetzt.
Schon bald entschied man sich für den Wiederaufbau und beauftragte dafür den Architekten Dominikus Böhm aus Köln. Nach dem Abschlagen der noch weitgehend erhaltenen barocken Stuckaturen an den Wandflächen blieb der in die Romanik zurückweisende dreischiffige basilikale Baukörper in seiner klaren architektonischen Strukturierung zurück. Die Kirche wurde zwischen 1946 und 1950 in einfacherer Form wiederaufgebaut. Auf die Rekonstruktion der barocken Chorkuppel wurde verzichtet.
Böhms Raumkonzept wurde in den darauf folgenden Jahrzehnten stark abgeändert. Beispiele hierfür sind vor allem die Anhebung des Bodenniveaus um rund 1,50 Meter, die Aufmauerung der ursprünglich oktogonalen Pfeiler, die Schreinerarbeiten der beiden Choremporen und die Podeste der Apostelfiguren im Kirchenschiff, die ursprünglich in Mauernischen standen und so eine Gliederungsfunktion für die Wand hatten.

### Sanierung und Neugestaltung

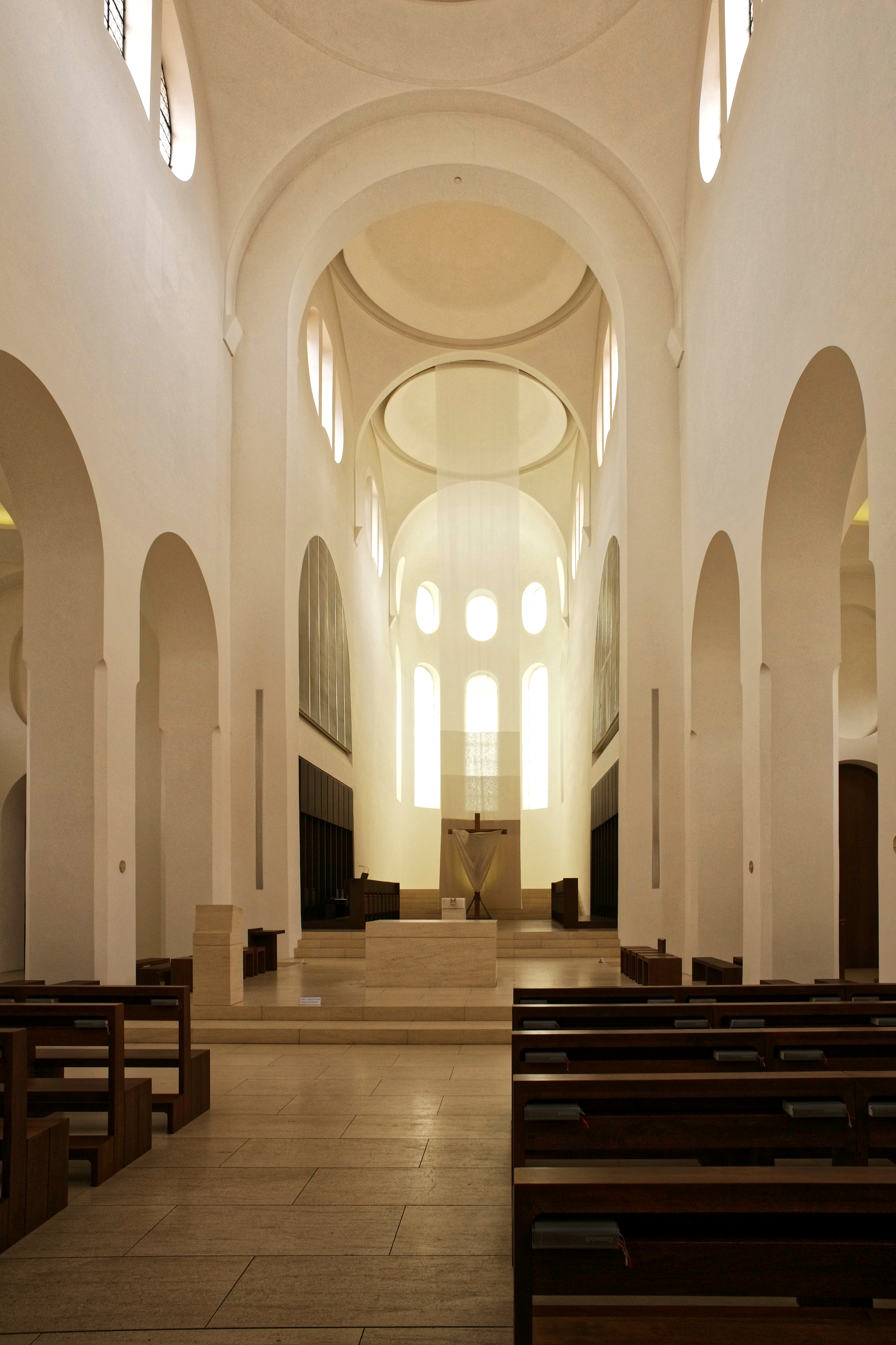
Innenraum

Um dem Kirchenraum der Moritzkirche ein einheitliches Konzept zu geben und ihn für die Bedürfnisse der Zukunft zu gestalten, wurde die Moritzkirche in den Jahren von 2008 bis 2013 saniert und neu gestaltet. Der Entwurf stammt von dem Londoner Architekten und Designer John Pawson, der hier einen „Kirchenraum der Zukunft“ schaffen wollte. Ziel war es, „Klarheit“ und „Minimalismus“ zum Ausdruck zu bringen und eine für das neue Raumkonzept passende Lichtführung zu installieren. Am 21. April 2013 fand die Wiedereröffnung der neugestalteten Kirche statt. 2014 feierte die Gemeinde ihr 700. Weihejubiläum. Der neue Innenhof, ebenfalls nach den Plänen von Pawson gestaltet, wurde beim Moritzfest am 23. September 2018 gesegnet. Es war zugleich die Eröffnung des Festjahres „1000 Jahre Moritzkirche“. Im Jubiläumsjahr 2019 stellte unter anderem der Videokünstler Bill Viola aus.

### Gegenwart
Heute ist die Moritzkirche nicht nur Pfarrkirche, sondern auch Sitz der „CitySeelsorge des Bistums Augsburg“. Die „CitySeelsorge“ ist Teil eines deutschlandweiten Netzwerks von Kirchenprojekten in großen Städten, die niederschwellige kirchliche Präsenz zeigen, religiöse Impulse in das Leben der Stadt eintragen sowie Information, Gespräch und Seelsorge anbieten. Dazu gehört der „Moritzpunkt“, ein Café am Ostchor der Kirche mit Eingang zur Maximilianstraße, das auch als Gesprächsraum und Kontaktstelle für den Kircheneintritt dient.

## Architektur
Die dreischiffige Basilika mit rekonstruiertem Strebepfeilerwerk schließt im Osten mit einem polygonalen Chor ab. Der südlich am Seitenschiff anlehnende neungeschossige durch Bogenfriese gegliederte spätromanische Glockenturm besitzt ein gotisches Blendmaßwerk mit achteckigem Aufsatz. Nördlich am Seitenschiff ist neben der ursprünglichen Sakristei ein polygonaler Treppenturm angebaut sowie ein neubarockes Eingangsportal. Über die gesamte Länge des nördlichen Seitenschiffs lehnt sich eine 1980 als Straßenbahnhaltestelle errichtete Pfeilerhalle an, die nur im groben Baukörper dem Anfang des 20. Jahrhunderts abgebrochenen Vorgängerbau, der ehemaligen Schranne, entspricht.

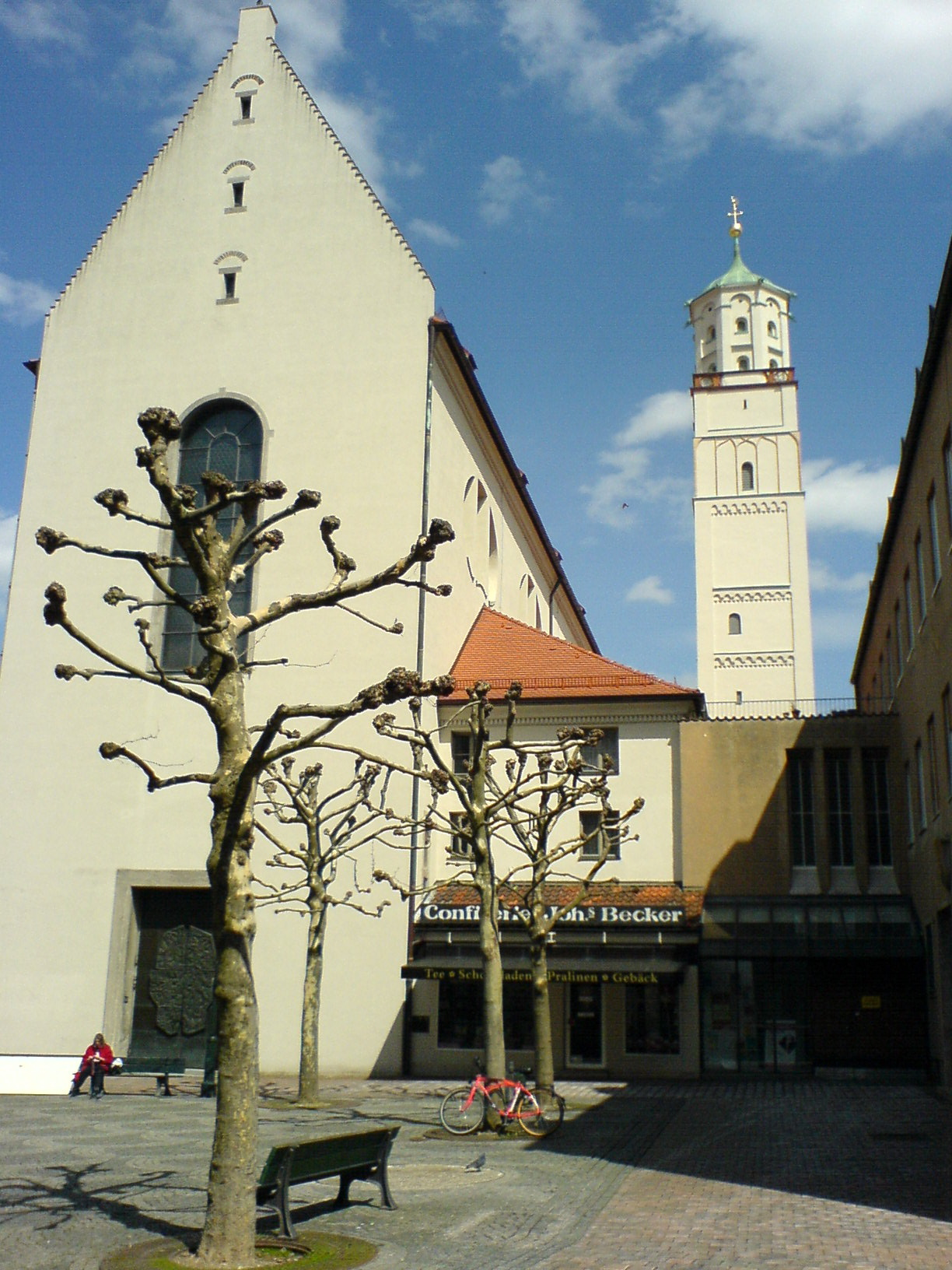
Westfassade von St. Moritz vom Moritzplatz aus
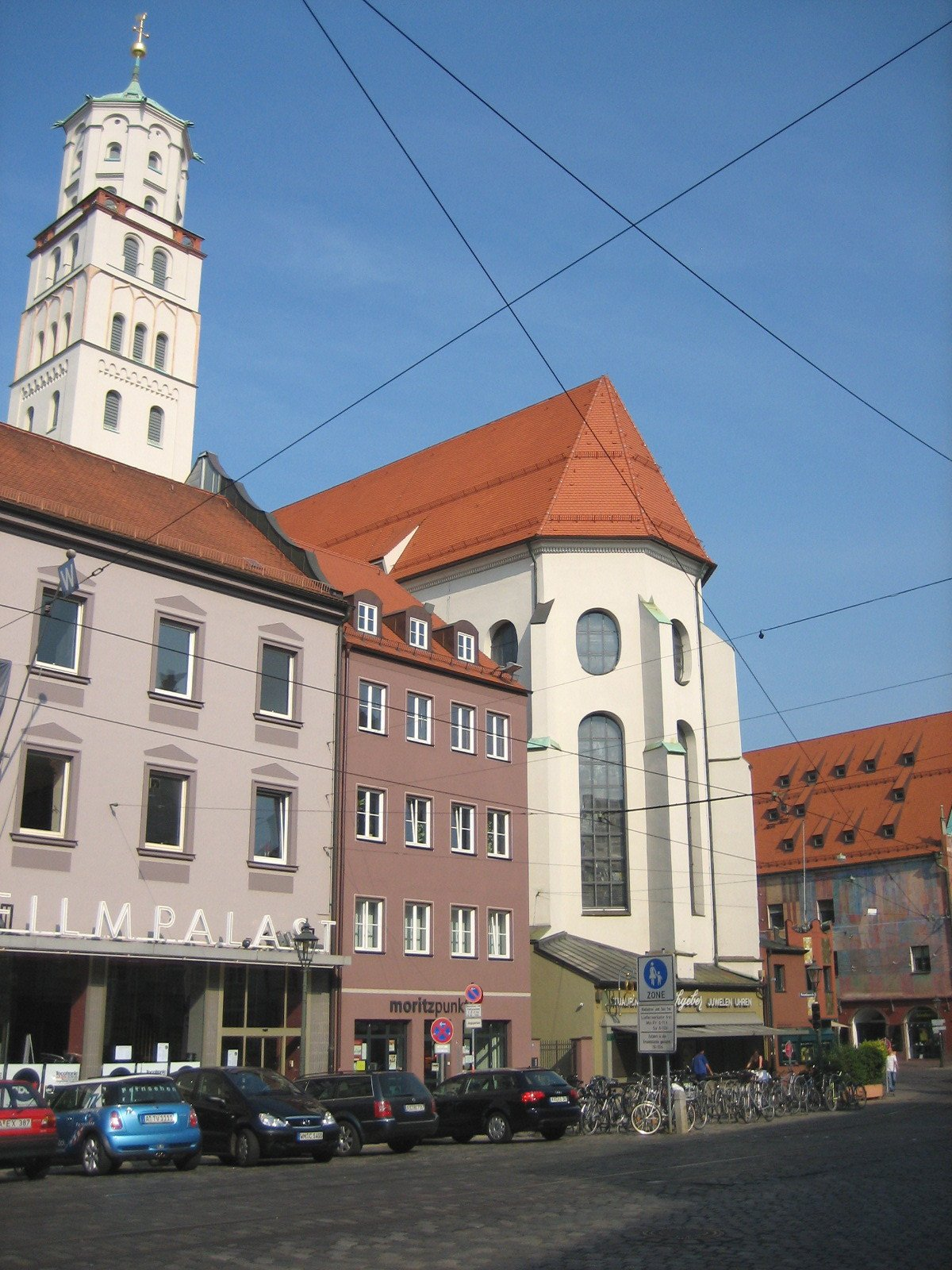
Turm und Chor von St. Moritz von der Maximilianstraße aus
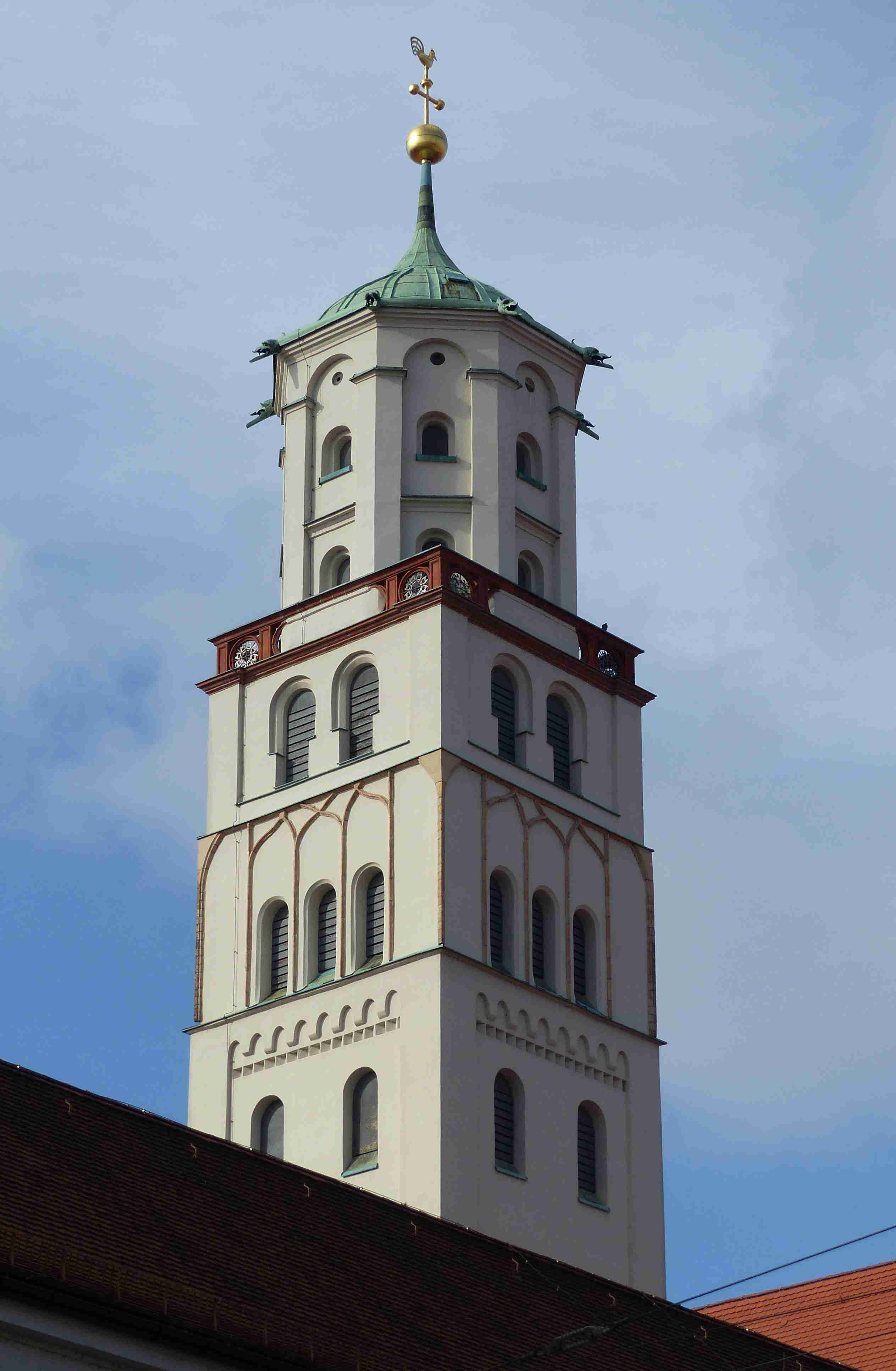
Turm bis zum untersten abgebildeten Geschoss romanisch, das darüber mit spätgotischem Blendmaßwerk aus Formziegeln, achteckige Geschosse Renaissance
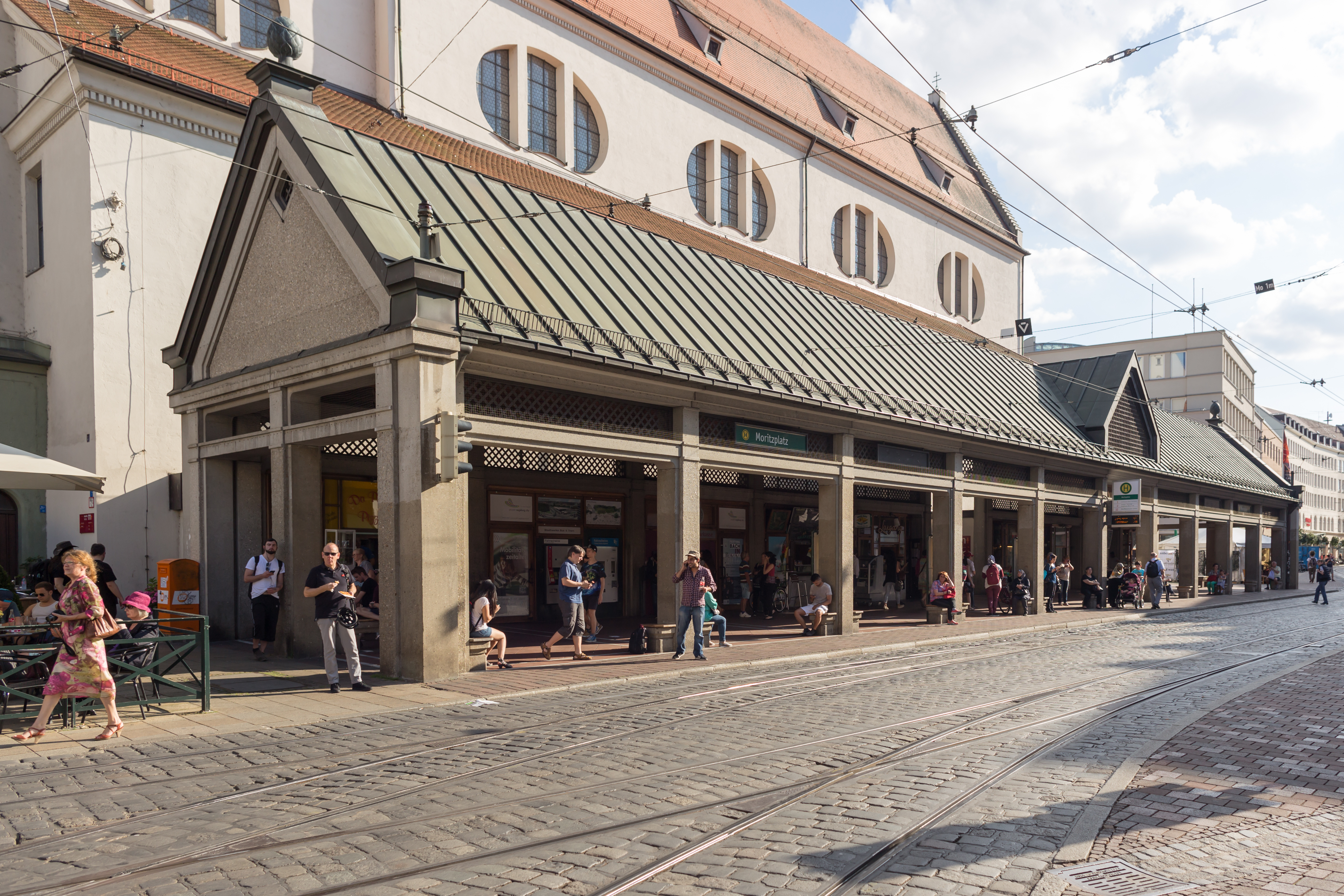
Die moderne Augsburger Schranne am nördlichen Seitenschiff von St. Moritz
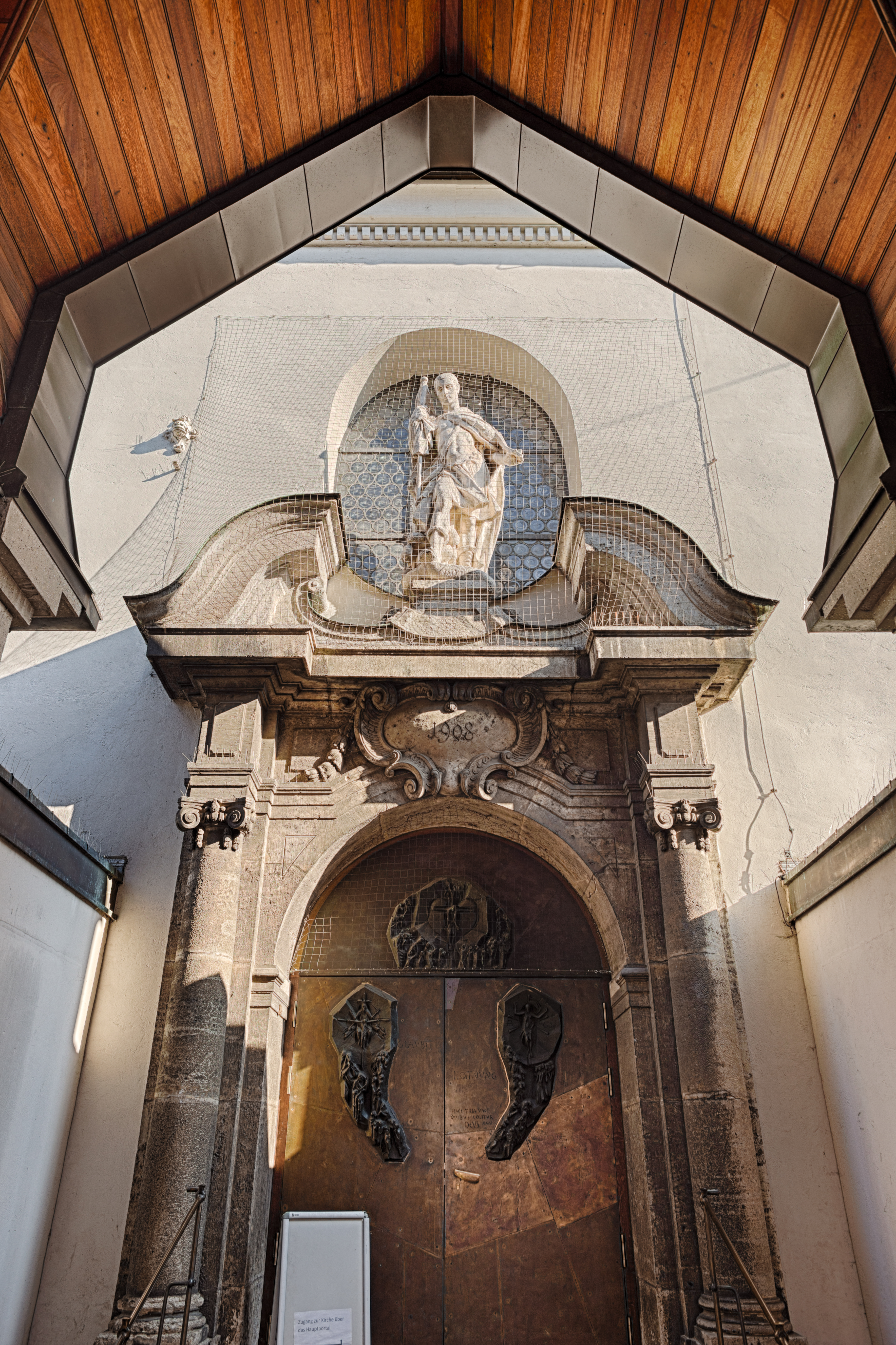
Neubarockes Eingangsportal unter dem Dach der Augsburger Schranne

## Künstlerische Ausstattung

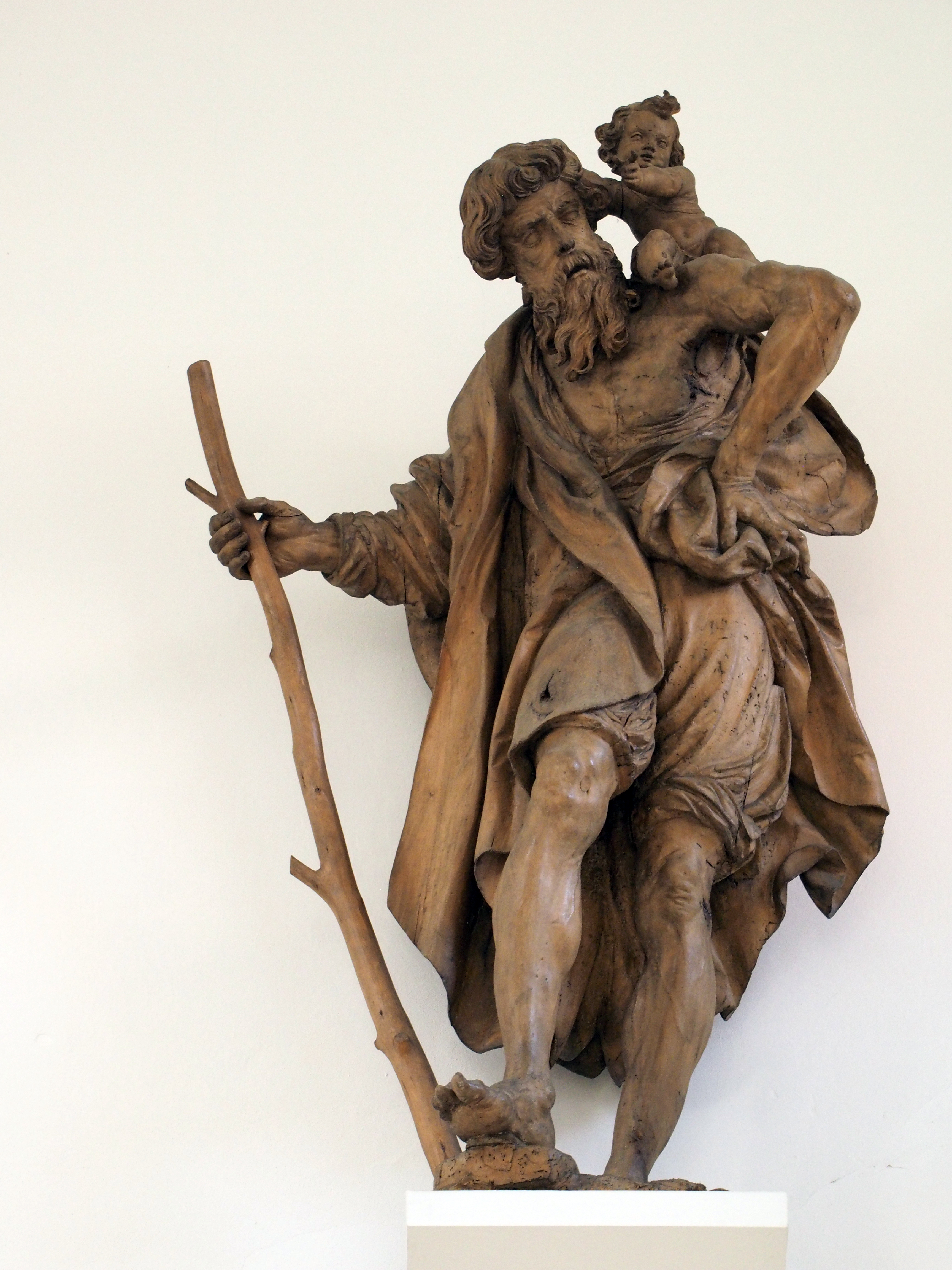
Figur des Christopherus

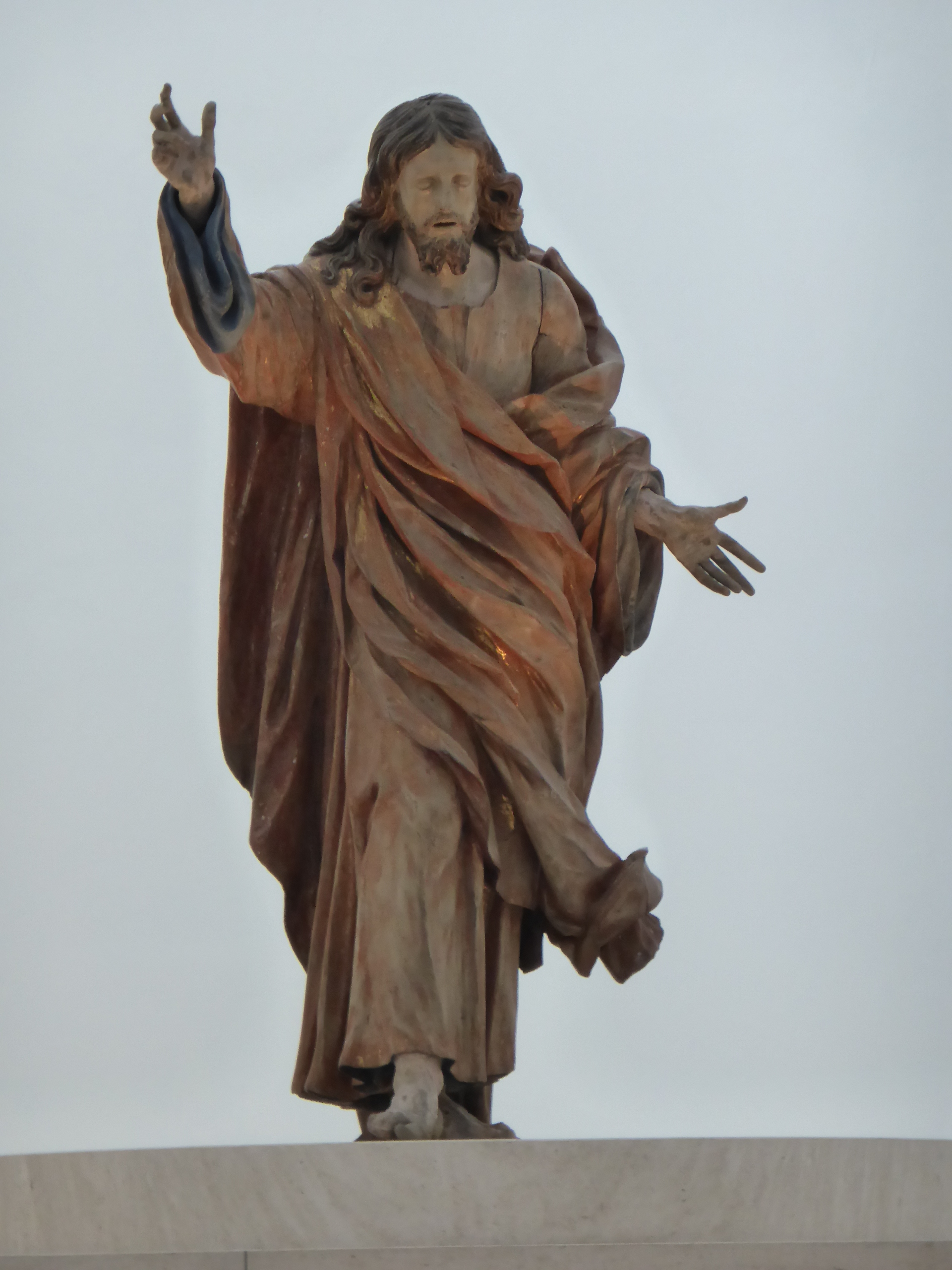
Figur des Christus Salvator von Georg Petel, um 1632/33

### Langhaus und Apsis
Zu den wertvollsten Kunstwerken zählen die Skulpturen von Georg Petel, der zur Zeit des Dreißigjährigen Krieges in Augsburg als frei schaffender Bildhauer tätig war und als „Michelangelo des Frühbarock“ bezeichnet wurde. Er schuf um 1629/30 die Figuren des heiligen Sebastian und des heiligen Christophorus, die an den Westwänden der Seitenschiffe zu sehen sind. Als letzte Figur kam der Christus Salvator, an der der Künstler seit 1630 arbeitete, nach Petels frühem Tod im Jahr 1634 in die Moritzkirche. Heute hat sie ihren Platz in der lichtdurchfluteten Apsis. Diese Skulptur zeigt den wiederkehrenden Christus, eine für die damalige Zeit, die von den Grauen des Dreißigjährigen Krieges geprägt war, äußerst ungewöhnliche Darstellung. Noch heute beeindruckt sie durch ihre kraftvolle Ausstrahlung.
In der zweiten Hälfte des 17. Jahrhunderts schuf Ehrgott Bernhard Bendel, der auch für die Basilika St. Ulrich und Afra tätig war, einen Zyklus von 14 Skulpturen für die Moritzkirche, Christus und Maria sowie die 12 Apostel. Sechs der Figuren fielen dem Bombenangriff 1944 zum Opfer. Heute sind noch Petrus, Andreas, Jakobus d. Ä., Jakobus d. J., Johannes, Philippus und Thomas vorhanden. Die ursprüngliche Figur des Christus wurde in einen Paulus umgestaltet. Diese acht Figuren befinden sich auf steinernen Stelen in den beiden Seitenschiffen der Kirche.

### Marienkapelle

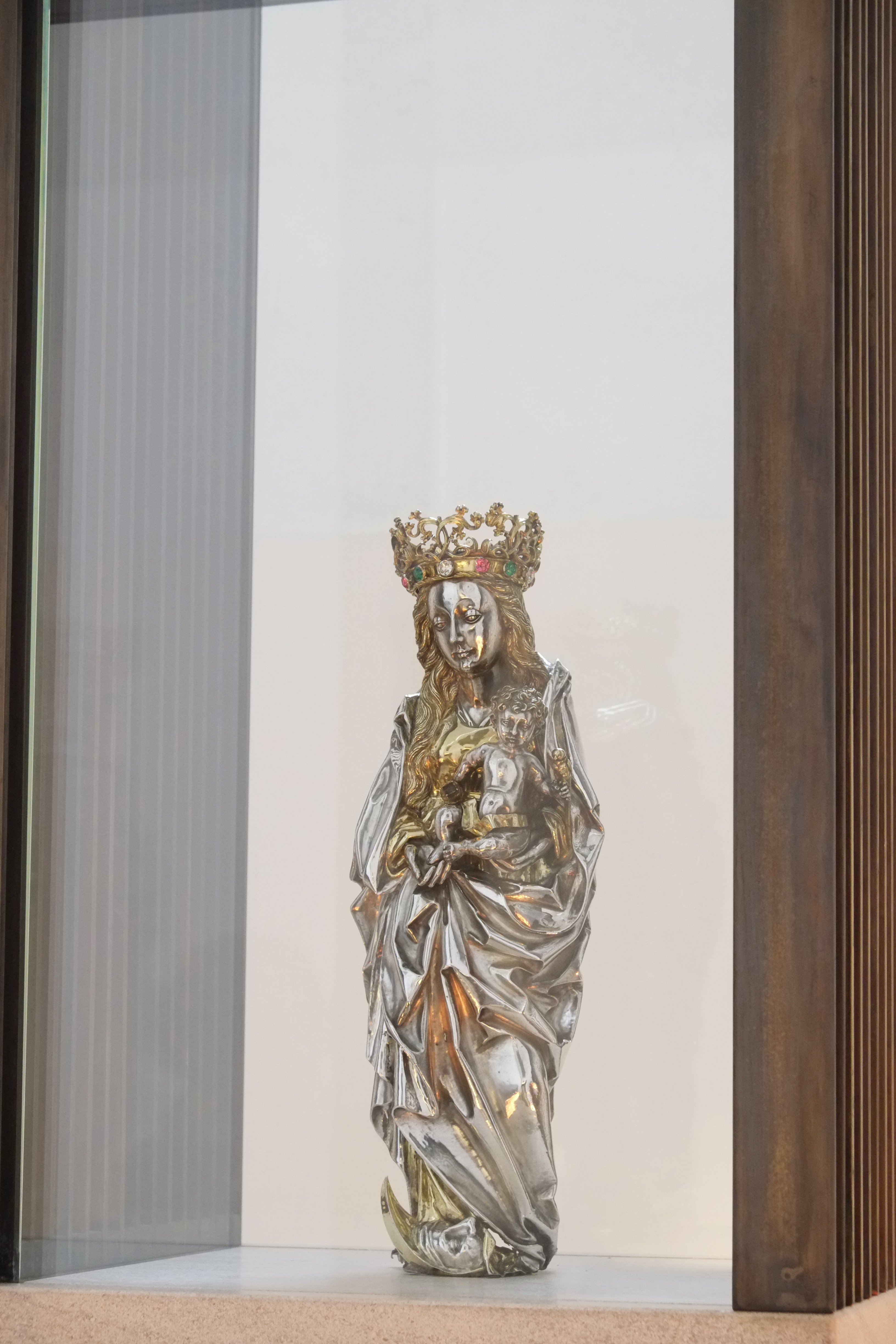
Silberstatue Muttergottes mit Kind von 1490

Die frühere Langenmantelkapelle, der einzige noch gotische Raum in der Moritzkirche und Stiftung der berühmten Augsburger Patrizierfamilie Langenmantel, ist der Ort der Marienverehrung. In einem neugestalteten Schrein befindet sich die Muttergottes mit dem Kind, eine Silberstatuette von 1490. Sie ist im Typus der apokalyptischen Frau, wie sie in der Offenbarung des Johannes beschrieben wird, dargestellt. Der Künstler ist unbekannt. Vermutlich ist die Figur in Augsburg oder Ulm entstanden.

### Grabplatten

Epithaphe
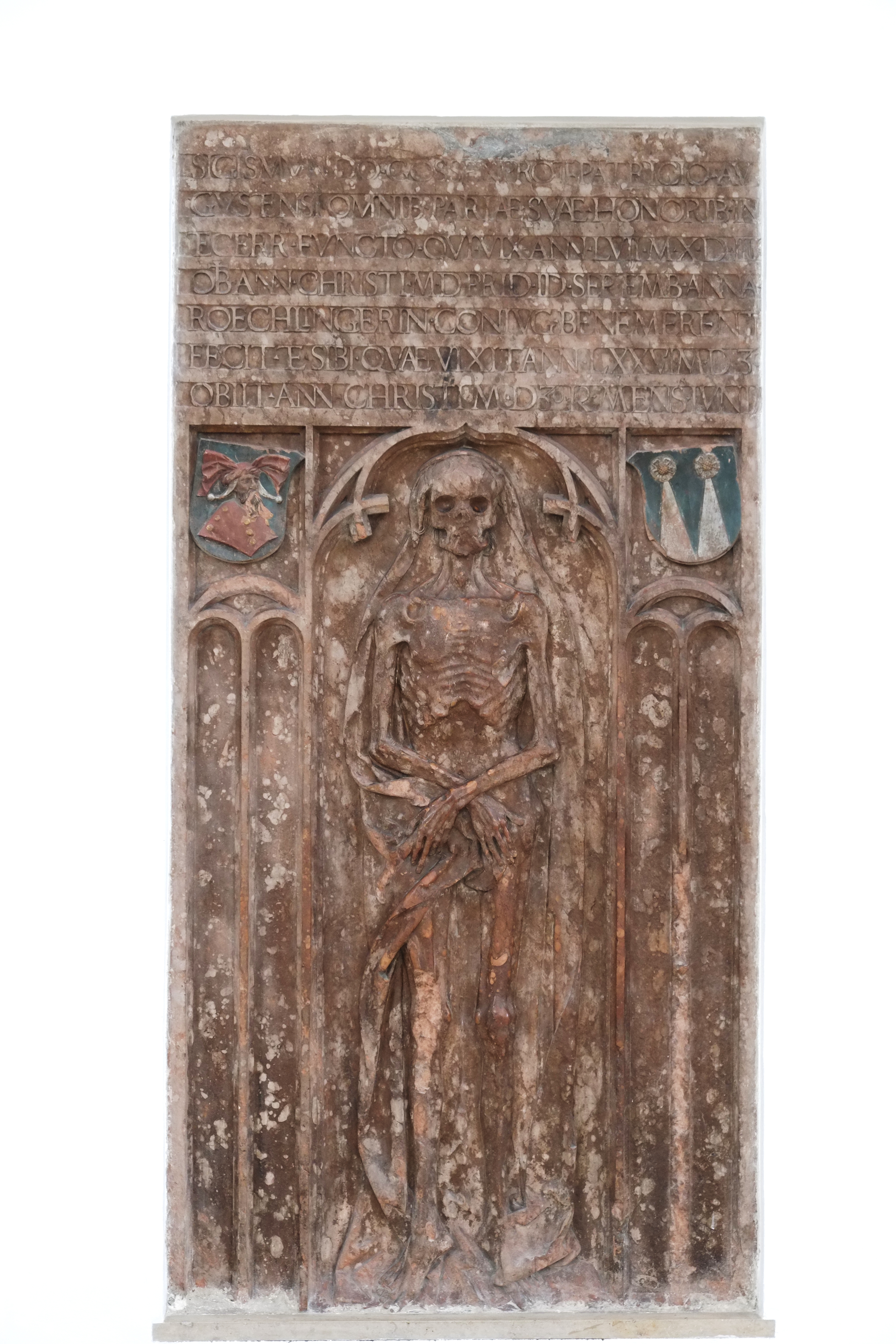
Epitaph für den Patrizier Sigismund Gossenbrot († 1500) und seiner Frau Anna geb. Rehlinger († 1530)
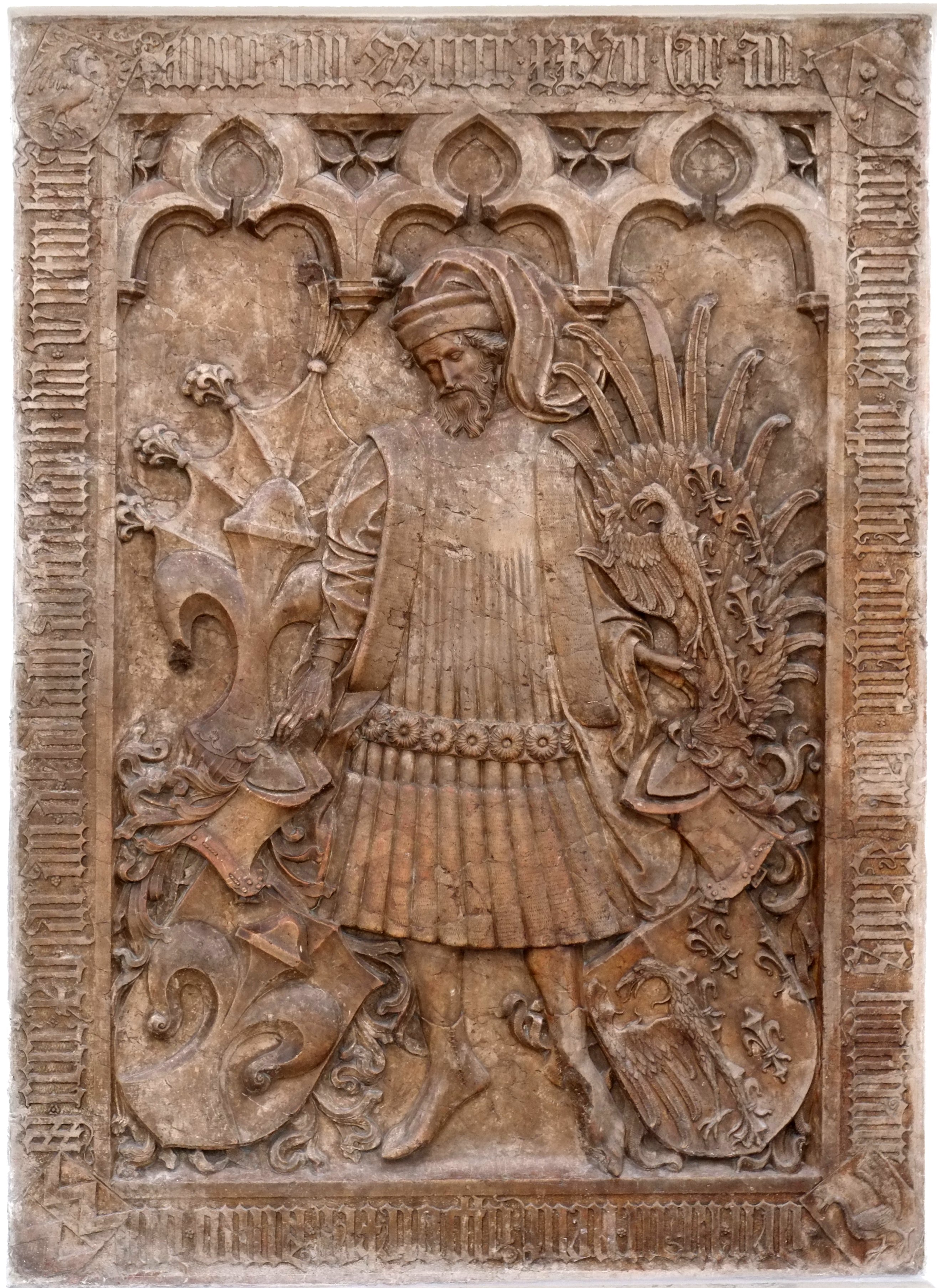
Epitaph für den Patrizier Claus Hofmair († 1427) und seine Frau Barbara († 1157)
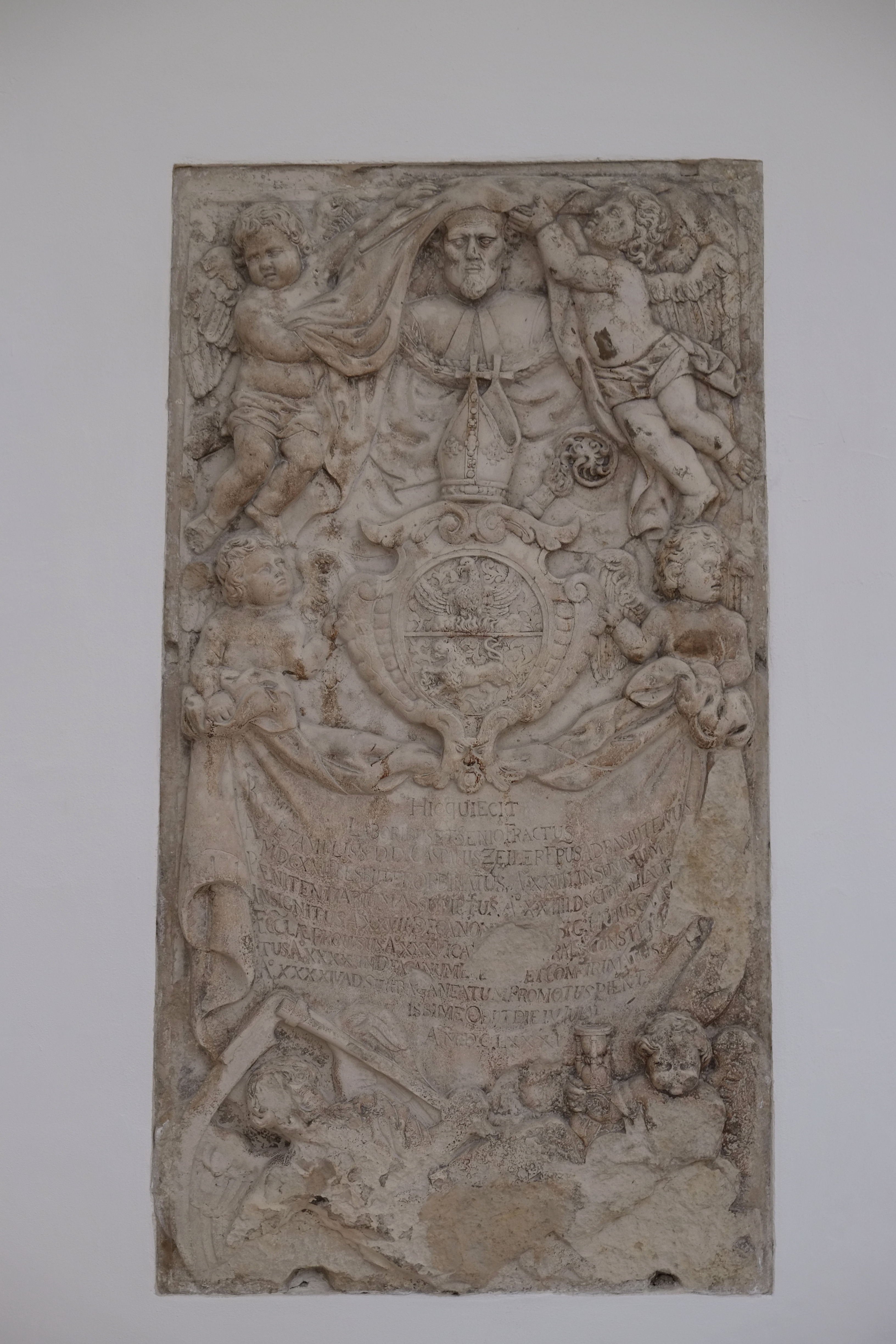
Epitaph für den Generalvikar und Weihbischof von Augsburg Kaspar Zeiler († 1681)
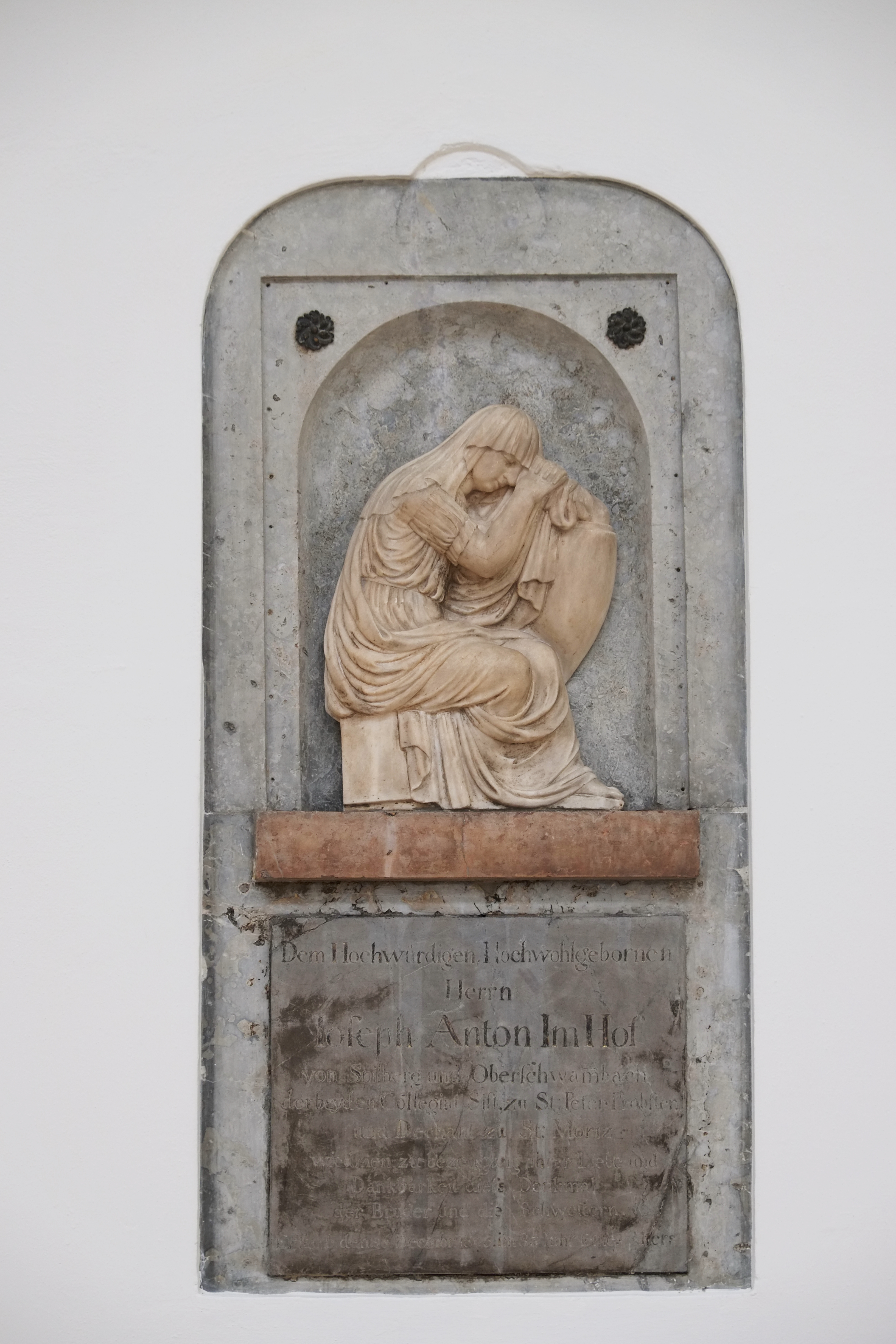
Epitaph für den Propst von St. Peter und Dechant von St. Moritz Joseph Anton Imhof
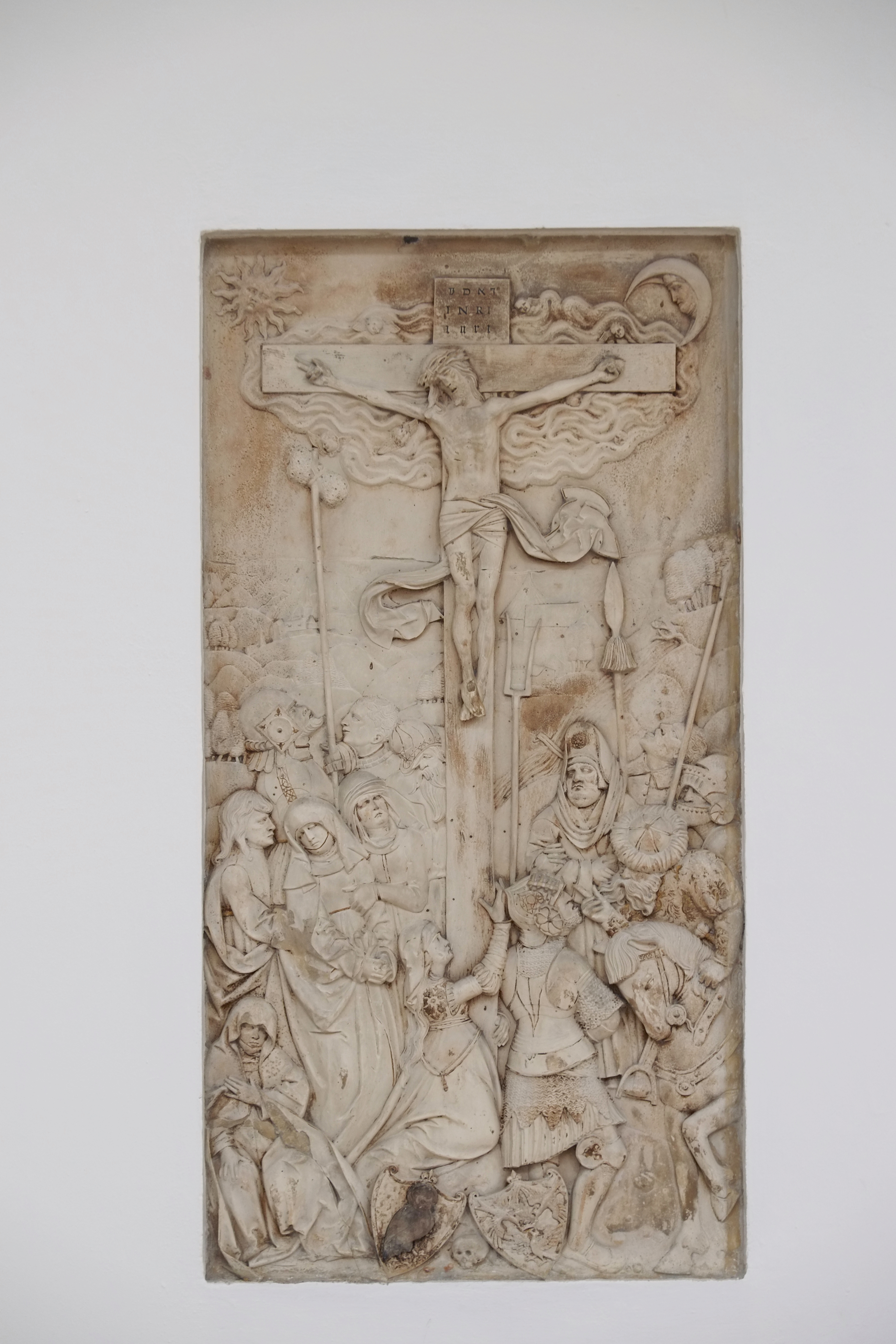
Epitaph für ein Mitglied der Patrizierfamilie Hewart (1. Hälfte 16. Jh.)
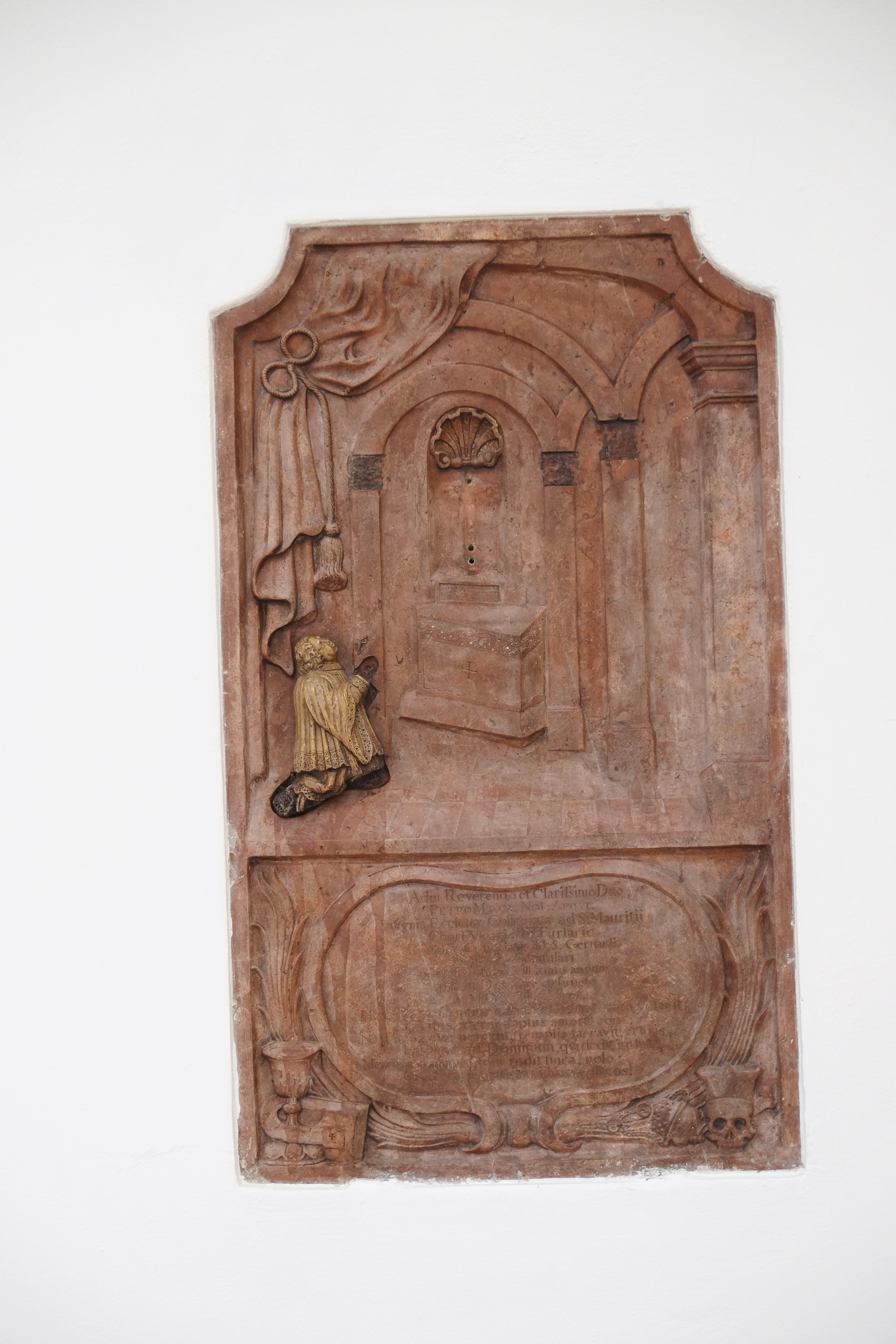
Epitaph für den Vikar von St. Moritz Peter Mayr

## Orgeln

### Frühere Orgeln
Im Laufe der Jahrhunderte waren in der Moritzkirche unterschiedliche Orgeln vorhanden. Die früheste schriftlich erwähnte Orgel wurde 1542 von den Fuggern gestiftet; bereits 1575 finanzierte Herzog Albrecht V. eine neue Orgel, die vermutlich auf dem Lettner stand. Diese Orgel ist auf einem Stich aus dem Jahr 1601 zu sehen. Im Jahr 1587 stifteten die Fugger eine zusätzliche Orgel, die im nördlichen Chorraum stand.
Im Zeitraum von 1585 bis 1600 war Hans Leo Haßler, den Graf Oktavian II. von Fugger  nach Augsburg geholt hatte, als Organist in St. Moritz tätig.
1730 stiftete Graf Fugger zu Weißenhorn der Moritzkirche eine neue Orgel, die vermutlich aus der Stadtpfarrkirche in Weißenhorn stammte. Auch dieses Instrument hatte seinen Platz auf der nördlichen Chorempore.
In den Jahren 1857 bis 1859 entstand erstmals eine Orgel auf der Westempore der Kirche. Dieses von dem Augsburger Orgelbauer Joseph Anton Bohl erbaute Instrument mit 22 Registern auf zwei Manualen und Pedal wurde 1873 von Bohls Werkstattnachfolger Johannes Offner um einige Stimmen erweitert.
Die Oettinger Orgelbaufirma Steinmeyer erbaute 1906 als Ersatz für die Bohl-Orgel ein Instrument mit 30 Registern auf zwei Manualen und Pedal. Den neuen Prospekt für diese Orgel fertigte die Augsburger Baldauf'sche Kunstanstalt „in edlem Spätbarock“. Im Zweiten Weltkrieg wurde die Steinmeyer-Orgel bei dem Bombenangriff auf Augsburg im Februar 1944 völlig zerstört.

### Mauritiusorgel (Hauptorgel)

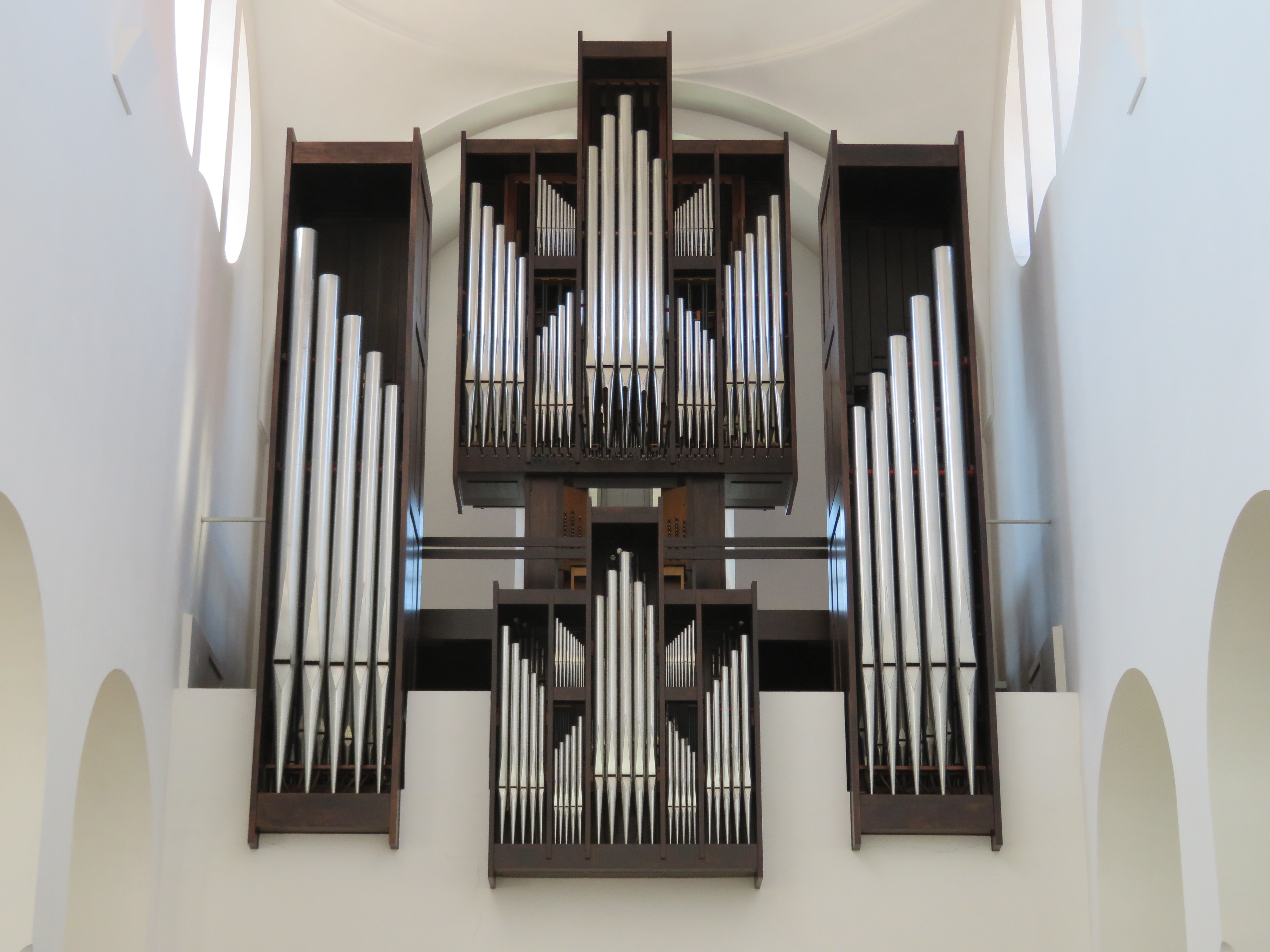
Die Mauritiusorgel (Rieger, 1973) auf der Westempore nach der Restaurierung im Jahr 2013

Die jetzige Hauptorgel wurde 1973 von der Firma Rieger Orgelbau aus Schwarzach (Österreich) erbaut. Sie befindet sich auf der Westempore der Kirche. Im Jahr 2013 wurde das Instrument von der Schweizer Orgelbaufirma Kuhn aus Männedorf erstmals grundlegend restauriert und instand gesetzt. Das aus Eichenholz gefertigte Gehäuse der Orgel wurde im Zuge der Neugestaltung des Kirchenraumes gemäß dem festgelegten Farbkonzept dunkel gebeizt. Der Spieltisch ist in einem Spielschrank untergebracht.
Das Instrument hat 4387 Pfeifen. Im Jahr 2014 wurden, ebenfalls von Orgelbau Kuhn, zwei Register ergänzt, sodass das Instrument jetzt über 53 klingende Register verfügt, die auf vier Manuale und Pedal verteilt sind.
| I Rückpositiv C–g3 |        |
| Principal          | 8′     |
| Rohrflöte          | 8′     |
| Octav              | 4′     |
| Koppelflöte        | 4′     |
| Gemshorn           | 2′     |
| Nasat              | 1 ⁄3′  |
| Sesquialter II     | 2 1⁄3′ |
| Mixtur VI          | 1 ⁄3′  |
| Dulcian            | 16′    |
| Bärpfeife          | 8′     |
| Tremulant          |        |

| II Hauptwerk C–g3 |       |
| Principal         | 16′   |
| Octav             | 8′    |
| Octav             | 4′    |
| Octav             | 2′    |
| Rauschpfeife      | 2′    |
| Quinte            | 2 ⁄3′ |
| Scharff           | 1⁄3′  |
| Terzcimbel III    | 1⁄6′  |
| Cornett V (ab c)  | 8′    |
| Trompete          | 16′   |
| Chamade           | 8′    |
| Tremulant         |       |

| III Schwellwerk C–g3 |     |
| Pommer               | 16′ |
| Gambe                | 8′  |
| Bleigedackt          | 8′  |
| Principal            | 4′  |
| Rohrflöte            | 4′  |
| Oktav                | 2′  |
| Flöte                | 2′  |
| Scharff V            | 1′  |
| Trompete             | 8′  |
| Clairon              | 4′  |
| Tremulant            |     |

| IV Brustwerk C–g3 |        |
| Quintade          | 8′     |
| Holzgedackt       | 8′     |
| Spitzgedackt      | 4′     |
| Principal         | 2′     |
| Terz              | 1 3⁄5′ |
| Oktävlein         | 1′     |
| Quintcimbel II    | 1⁄4′   |
| Regal             | 16′    |
| Tremulant         |        |

| Pedal C–f1  |        |
| Principal   | 16′    |
| Subbass     | 16'    |
| Octav       | 8′     |
| Pommer      | 8′     |
| Quint       | 5 1⁄3′ |
| Octav       | 4′     |
| Nachthorn   | 4′     |
| Holzgedackt | 2′     |
| Mixtur VI   | 2 ⁄3′  |
| Fagott      | 32′    |
| Posaune     | 16′    |
| Trompete    | 8′     |
| Zink        | 4′     |
| Zimbelstern |        |
| Tremulant   |        |

- Koppeln: I/II, III/I, III/II, IV/I, IV/II, IV/III, I/P, II/P, III/P, IV/P
- Spielhilfe: Setzeranlage

### Katharinenorgel (Chororgel)

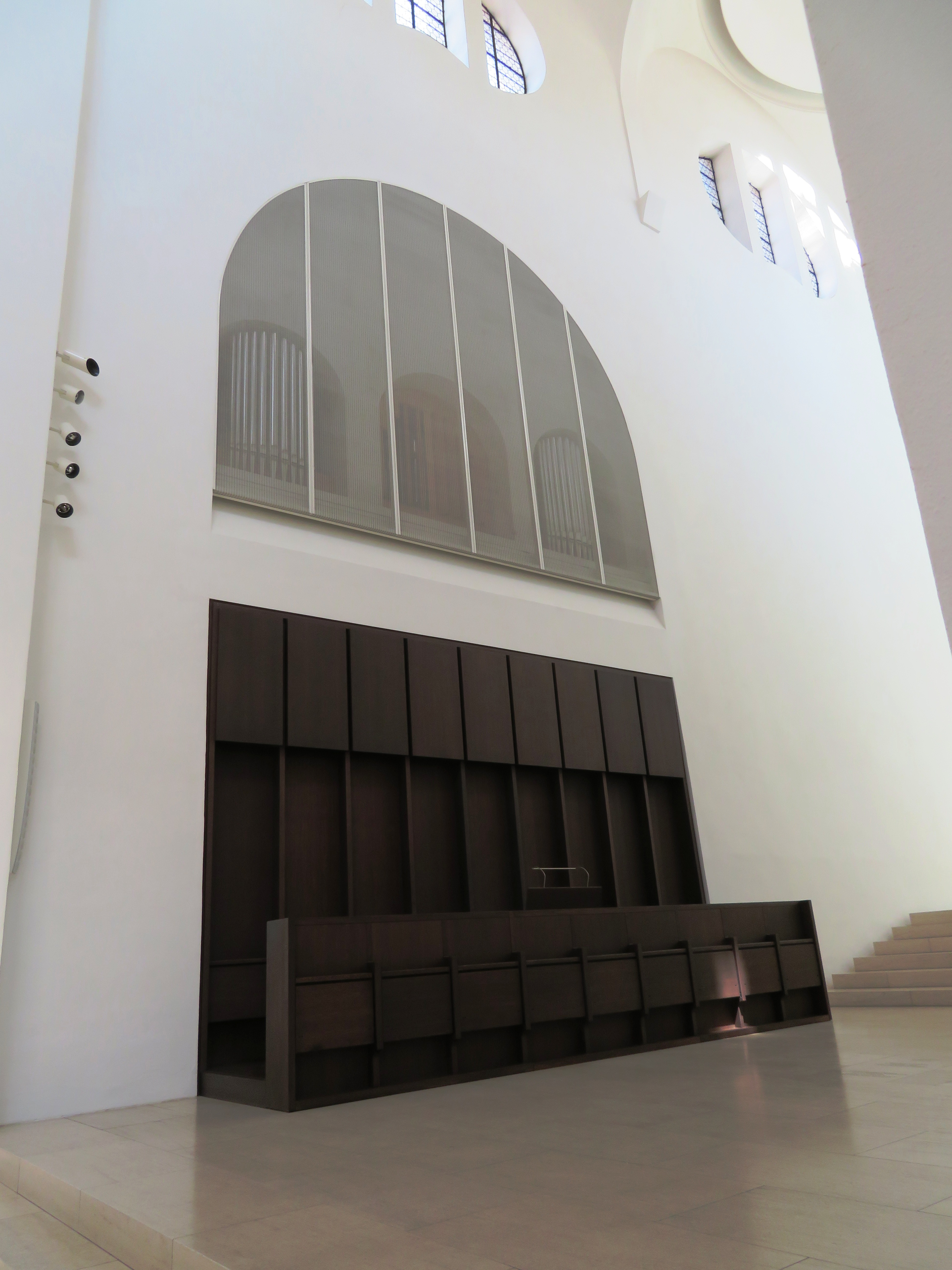
Die Katharinenorgel (Chororgel) der Schweizer Orgelbaufirma Kuhn (2013)

Die Chororgel wurde 2013 von der Schweizer Orgelbaufirma Kuhn erbaut. Sie befindet sich in einer Wandloge des nördlichen Chorraums oberhalb des neuen Chorgestühls. Das Gehäuse des Instruments wurde aus Eichen- und Fichtenholz gefertigt. Einen Prospekt hat diese Orgel nicht, denn das Instrument ist zugunsten der bei der Neugestaltung des Kirchenraumes angestrebten Klarheit und Einfachheit hinter einem Gitternetz verborgen. Der freistehende Spieltisch aus Eichenholz ist in das Chorgestühl integriert.
Das Schleifladen-Instrument hat 18 Register und drei Transmissionen auf zwei Manualen und Pedal. Von den insgesamt 1199 Pfeifen sind 62 aus Holz gefertigt. Das Instrument ist in Anlehnung an Chororgeln der französischen Spätromantik disponiert. Die Spieltrakturen sind mechanisch, die Registertrakturen und die Sub- und Superoktavkoppeln sind elektrisch.
| I Hauptwerk C–c4 |                  |        |
| 1.               | Bourdon          | 16′    |
| 2.               | Principal        | 8′     |
| 3.               | Flute harmonique | 8′     |
| 4.               | Bourdon          | 8′     |
| 5.               | Prestant         | 4′     |
| 6.               | Quinte           | 2 ⁄3′  |
| 7.               | Doublette        | 2′     |
| 8.               | Tierce           | 1 3⁄5′ |
| 9.               | Trompette        | 8′     |
|                  | Tremulant        |        |

| II Schwellwerk C–c4 |                  |    |
| 10.                 | Cor de nuit      | 8′ |
| 11.                 | Viole de Gambe   | 8′ |
| 12.                 | Voix céleste     | 8′ |
| 13.                 | Flute octaviante | 4′ |
| 14.                 | Flute            | 2′ |
| 15.                 | Plein Jeu IV     | 2′ |
| 16.                 | Basson-Hautbois  | 8′ |
|                     | Tremulant        |    |

| Pedalwerk C–g1 |                     |     |
| 17.            | Soubasse            | 16′ |
| 18.            | Octavbass (= Nr. 2) | 8′  |
| 19.            | Bourdon (= Nr. 4)   | 8′  |
| 20.            | Choralbass          | 4′  |
| 21.            | Trompete (= Nr. 9)  | 8′  |

- Koppeln:

Normalkoppeln: II/I, I/P, II/P
Suboktavkoppeln: II/I, II/II
Superoktavkoppeln: I/I, II/I, II/II

## Geläut
Der spätromanische Turm verfügt über sieben Glocken, darunter vier historische. Im Herbst 2019 wurde das Geläute zum Abschluss des Jubiläumsjahres 1000 Jahre Moritzkirche durch eine Spende um eine siebte Glocke erweitert. Jene zählt zu den ersten Glocken der Glockengießerei Grassmayr aus Innsbruck, welche in einer reinen „Dur-Rippe“ gegossen wurden. Der Entwurf für die künstlerische Gestaltung stammt von Hermann Eckerstorfer aus Helfenberg.
| Nr. | Bezeichnung                     |                                | Audio | Gussjahr | Gießerei und Gussort            | Durchmesser | Masse      | Nominal   |        |
| --- | ------------------------------- | ------------------------------ | ----- | -------- | ------------------------------- | ----------- | ---------- | --------- | ------ |
| 1   | Mauritius                       | Mauritius                      |       | 1360     | Hermann Kessler (II.), Nürnberg | 1360 mm     | 1690 kg    | f1        |        |
| 2   | Maria                           | Maria                          |       | 1299     | Magister Cunrad                 | 1155 mm     | 1080 kg    | g1        |        |
| 3   | Hosanna                         | Hosanna                        |       | 1514     | Laux Zotman, Augsburg           | 1055 mm     | 720 kg     | as1       |        |
| 4   | Brun                            | Brun                           |       | 2003     | Rudolf Perner, Passau           | 810 mm      | 316 kg     | c2        |        |
| 5   | Jakobus d. Ältere               | Jakobus d. Ältere              |       | 2003     | Rudolf Perner, Passau           | 678 mm      | 193 kg     | es2       |        |
| 6   | Totenglocke                     | Totenglocke                    |       | 1515     | Laux Zotman, Augsburg           | 670 mm      | ca. 170 kg | ges2      | [ 21 ] |
| 7   | Lebens- und Auferstehungsglocke | Lebens- u. Auferstehungsglocke |       | 2019     | Grassmayr, Innsbruck            | 510 mm      | 86 kg      | as2 (Dur) |        |

Um 7:00 Uhr morgens sowie um 20:00 Uhr abends läutet Glocke „Brun“ zum Angelusgebet, um 12:00 Uhr mittags die „Hosanna“. Nach dem Abendläuten schließt sich die „Lebens- und Auferstehungsglocke“ zum Gedenken an die Verstorbenen an. Donnerstags erklingt zusätzlich „Maria“ zum „Angstläuten“ im Gedenken an Jesu Todesangst im Garten Getsemani. Die Todesstunde Jesu am Freitag um 15:00 Uhr wird durch das Läuten der großen Glocke „Mauritius“ angezeigt. Zum jährlichen Gedenkläuten zur Augsburger Bombennacht am 25. März um 20:00 Uhr läutet das erweiterte Dies-Irae-Motiv der vier größten Glocken.
In einer reich differenzierten Läuteordnung sind zu den jeweiligen gottesdienstlichen Anlässen passende Teilgeläute bzw. das Vollgeläute festgehalten.
| Anlass                                                              | Anzahl Glocken | Motiv                         | 1  | 2  | 3   | 4  | 5   | 6    | 7   |
| Werktag                                                             | 3              | As-Dur-Sextakkord             |    |    |     | c2 | es2 |      | as2 |
| Fest am Werktag                                                     | 4              | erweiterter As-Dur-Akkord     |    |    | as1 | c2 | es2 |      | as2 |
| Werktagsandacht                                                     | 2              | Kleinterzduett                |    |    |     | c2 | es2 |      |     |
| Sonntag Zeit im Jahreskreis                                         | 5              | erweiterter As-Dur-Septakkord |    |    | as1 | c2 | es2 | ges2 | as2 |
| Sonntag Advent und Fastenzeit                                       | 3              | c-Moll-Quartsextakkord        |    | g1 |     | c2 | es2 |      |     |
| Sonntag und Oktav der Weihnachts- und Osterzeit, kleineres Hochfest | 5              | erweiterter f-Moll-Septakkord | f1 |    | as1 | c2 | es2 |      | as2 |
| Hochfest                                                            | 7              | Plenum                        | f1 | g1 | as1 | c2 | es2 | ges2 | as2 |
| Rorate                                                              | 3              | Te deum                       |    |    |     |    | es2 | ges2 | as2 |
| Aschermittwoch, Palmsonntag, Bußgottesdienst                        | 3              | Dies irae                     | f1 | g1 | as1 |    |     |      |     |
| Taufe                                                               | 2              | Kleinterzduett/Lumen Christi  | f1 |    | as1 |    |     |      |     |
| Hochzeit                                                            | 3              | As-Dur-Akkord                 |    |    | as1 | c2 | es2 |      |     |
| Requiem, Allerseelen                                                | 2              | Kleinsekundduett              |    | g1 | as1 |    |     |      |     |
| Maiandacht                                                          | 3              | f-Moll-Akkord                 | f1 |    | as1 | c2 |     |      |     |
| Vesper                                                              | 4              | f-Moll-Septakkord             | f1 |    | as1 | c2 | es2 |      |     |
| Ökumenischer Gottesdienst                                           | 4              | As-Dur-Quintsextakkord        |    |    |     | c2 | es2 | ges2 | as2 |